# Arthur C. Miller
Arthur Charles Miller (Roslyn, 8 luglio 1895 – Los Angeles, 13 luglio 1970) è stato un direttore della fotografia statunitense.

## Biografia
Arthur Charles Miller esordisce nella fotografia cinematografica a soli 14 anni iniziando nel 1909 a lavorare come assistente di Fred J. Balshofer a New York, quando ancora la Grande Mela aveva una grande importanza nella parte tecnica dell'industria del cinema. Nel 1914 si aggrega alla casa di produzione Pathé dove trova un regista con cui girerà ben 33 film, George Fitzmaurice, e rimane con lui fino al 1925. In quegli anni, Fitzmaurice entra in società con Cecil B. DeMille portando il fotografo fino alle alte vette dell'establishment hollywoodiano.
Da quel momento lavora non soltanto con il famoso regista, ma anche con altri grandi nomi quali Raoul Walsh, Irving Cummings, John Ford. Prosegue la sua carriera lavorando spesso con nomi prestigiosi e vincendo tre volte l'Oscar alla migliore fotografia: nel 1941 per Com'era verde la mia valle, nel 1944 per Bernadette e nel 1947 per Anna e il re del Siam.
Si ritira nel 1951 e muore nel 1970 di tubercolosi.

## Filmografia parziale
- Romance of a Fishermaid, regia di Fred J. Balshofer e Charles K. French - cortometraggio (1909)
- A Heroine of '76, regia di Edwin S. Porter, Phillips Smalley e Lois Weber - cortometraggio (1911)
- Little Dove's Romance, regia di Fred J. Balshofer - cortometraggio (1911)
- A Western Tramp, regia di Fred J. Balshofer - cortometraggio (1911)
- At Coney Island, regia di Mack Sennett - cortometraggio (1912)
- Le avventure di Paolina (The Perils of Pauline), regia di Louis J. Gasnier, Donald MacKenzie - serial (1914)
- Arms and the Woman, regia di George Fitzmaurice (1916)
- The Romantic Journey, regia di George Fitzmaurice (1916)
- Il servizio segreto (Patria), regia di Jacques Jaccard, Theodore W. Wharton e Leopold D. Wharton - serial (1917)
- Blind Man's Luck, regia di George Fitzmaurice (1917)
- Sylvia of the Secret Service, regia di George Fitzmaurice (1917)
- La vendetta mi appartiene (Vengeance Is Mine), regia di Frank Hall Crane (1917)
- Convict 993, regia di William Parke (1918)
- The Naulahka, regia di George Fitzmaurice (1918)
- La casa dell'odio (The House of Hate), regia di George B. Seitz (1918)
- The Hillcrest Mystery, regia di George Fitzmaurice (1918)
- A Japanese Nightingale, regia di George Fitzmaurice (1918)
- Angoscia mortale (The Cry of the Weak), regia di George Fitzmaurice (1919)
- The Profiteers, regia di George Fitzmaurice (1919)
- Our Better Selves, regia di George Fitzmaurice (1919)
- A Society Exile, regia di George Fitzmaurice (1919)
- The Witness for the Defense, regia di George Fitzmaurice (1919)
- Counterfeit, regia di George Fitzmaurice (1919)
- La figlia del vento (On with the Dance), regia di George Fitzmaurice (1920)
- His House in Order, regia di Hugh Ford (1920)
- Giovinezza (Experience), regia di George Fitzmaurice (1921)
- Kick In, regia di George Fitzmaurice (1922)
- La vampa (The Cheat), regia di George Fitzmaurice (1923)
- Triste presagio (Bella Donna), regia di George Fitzmaurice (1923)
- The Eternal City, regia di George Fitzmaurice (1923)
- Cytherea, regia di George Fitzmaurice (1924)
- La torre dei supplizi (The Coming of Amos), regia di Paul Sloane (1925)
- Il barcaiuolo del Volga (The Volga Boatman), regia di Cecil B. DeMille (1926)
- Made for Love, regia di Paul Sloane (1926)
- For Alimony Only, regia di William C. de Mille (1926)
- La mia vedova (Nobody's Widow), regia di Donald Crisp (1927)
- The Cop, regia di Donald Crisp (1928)
- Hold 'Em Yale, regia di Edward H. Griffith (1928)
- The Truth About Youth, regia di William A. Seiter (1930)
- See America Thirst, regia di William James Craft (1930)
- La resa di papà (Father's Son), regia di William Beaudine (1931)
- La scomparsa di miss Drake (Okay America!), regia di Tay Garnett (1932)
- I nemici delle donne (Ever Since Eve), regia di George Marshall (1934)
- Alla conquista di Hollywood (Bottoms Up), regia di David Butler (1934)
- Handy Andy, regia di David Butler (1934)
- Serenata di Schubert, regia di James Tinling (1934)
- Angeli del dolore (The White Parade), regia di Irving Cummings (1934)
- La mascotte dell'aeroporto (Bright Eyes), regia di David Butler (1934)
- Il piccolo colonnello (The Little Colonel), regia di David Butler (1935)
- Pigskin Parade, regia di David Butler (1936)
- Zoccoletti olandesi (Heidi), regia di Allan Dwan (1937)
- La piccola principessa (The Little Princess), regia di Walter Lang e, non accreditato, William A. Seiter (1939)
- Alba di gloria (Young Mr. Lincoln), regia di John Ford (1939)
- Susanna e le giubbe rosse (Susannah of the Mounties), regia di William A. Seiter e, non accreditato, Walter Lang (1939)
- La grande pioggia (The Rains Came), regia di Clarence Brown (1939)
- Here I Am a Stranger, regia di Roy Del Ruth (1939)
- Alla ricerca della felicità (The Blue Bird), regia di Walter Lang (1940)
- Il prigioniero (Johnny Apollo), regia di Henry Hathaway (1940)
- Il segno di Zorro (The Mark of Zorro), regia di Rouben Mamoulian (1940)
- Com'era verde la mia valle (How Green Was My Valley), regia di John Ford (1941)
- Tra le nevi sarò tua (Iceland), regia di H. Bruce Humberstone (1942)
- Il sergente immortale (Immortal Sergeant), regia di John M. Stahl (1943)
- Alba fatale (The Ox-Bow Incident), regia di William A. Wellman (1943)
- Bernadette (The Song of Bernadette), regia di Henry King (1943)
- Le chiavi del paradiso (The Keys of the Kingdom), regia di John M. Stahl (1944)
- Scandalo a corte (A Royal Scandal), regia di Otto Preminger, Ernst Lubitsch (1945)
- Il castello di Dragonwyck (Dragonwyck), regia di Joseph L. Mankiewicz (1946)
- Anna e il re del Siam (Anna and the King of Siam), regia di John Cromwell (1946)
- Il filo del rasoio (The Razor's Edge), regia di Edmund Goulding (1946)
- Barriera invisibile (Gentleman's Agreement), regia di Elia Kazan (1947)
- Le mura di Gerico (The Walls of Jericho), regia di John M. Stahl (1948)
- Lettera a tre mogli (A Letter to Three Wives), regia di Joseph L. Mankiewicz (1949)
- Il segreto di una donna (Whirlpool), regia di Otto Preminger (1949)
- Romantico avventuriero (The Gunfighter), regia di Henry King (1950)
- Sciacalli nell'ombra (The Prowler), regia di Joseph Losey (1951)